# 托雷斯 (哈恩省)
托雷斯，是西班牙安达卢西亚自治区哈恩省的一个市镇。总面积80平方公里，总人口1804人（2001年），人口密度23人/平方公里。